# Pomoxis nigromaculatus
Espèce
Statut de conservation UICN

 LC  : Préoccupation mineure
Pomoxis nigromaculatus, ou Marigane noire, est une espèce de poissons de la famille des Centrarchidae.